# エドワード・グランヴィル・ブラウン

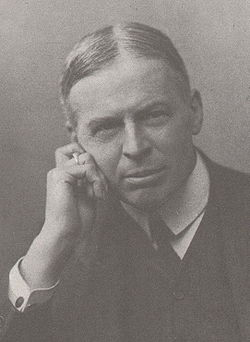
Edward Granville Browne
1862 - 1926

エドワード・グランヴィル・ブラウン（Edward Granville Browne, 1862年2月7日 – 1926年1月5日）は、イギリスの東洋学者、イラン学者。E. G. ブラウンとイニシャルつきで言及されることが多い。
他の西洋の研究者たちがほとんど行ったことのない地域について、数多くの論文や書籍を発表した。多くはペルシアに関連しており、当該地域の歴史と文学の両方の分野にわたる。とりわけ有名なのが、バビ教の諸運動についての記録と、実際に見聞きしたことの報告である。この報告は第二帝政期フランスの外交官、アルテュール・ド・ゴビノーによりヨーロッパに中継された。また、バビ教の歴史に関する書物の翻訳を2つ出版し、初期バビ教とバハイ教の歴史について西洋の視点から説明を加えたものも、いくつか出版した。

## 生涯
エドワード・グランヴィル・ブラウンは、1862年2月7日にイングランドのグロスターシャーで造船事業を営む裕福な家庭に生まれた。父の名前はサー・ベンジャミン・チャップマン・ブラウン（Sir Benjamin Chapman Browne）といい、息子の教育や進路に強い影響を与えた。父ベンジャミンは息子をプレパラトリー・スクールに送り、イートン校に通わせた後、最終的にケンブリッジに進学させた。一方で、E. G. ブラウンの中東の事物への関心は、1877年に勃発した露土戦争をきっかけとして芽生えた。イギリスでは肩入れする人の少なかったトルコ方に対し、当時15歳の少年であった E. G. ブラウンはシンパシーを覚え、トルコへの興味はすぐにペルシアやアラブにも拡大した。
「完全な妥協」として工学を学ぶために入学したケンブリッジの大学（the Cambridge Natural Sciences Tripos）で、E. G. ブラウンはエドワード・ヘンリー・パルマーとウィリアム・ライトにアラビア語を、エドワード・バイルズ・コウェルにペルシア語を学んだ。しかしながら、父のベンジャミンは息子が東洋の言語を学んだところで、それを職業にするのはリスクが高いと主張し、息子に医師の資格を取得することを厳命した。「トライポス」と呼ばれる修士課程修了の年、1882年に、医者になるための勉強に耐えたご褒美として、E. G. ブラウンはコンスタンチノープル旅行を父に許される。その後の数年間は医学の勉強を続けながら、トライポスで「インドの言語」の研究をした。このトライポスは、講座の名前こそ「インドの言語」であったが、実質的にイスラーム世界の言語を扱っていた。
『イラン百科事典』によると、E. G. ブラウンは文献学にほとんど興味を持たず、完全に実践主義の人であった。自分で見つけたテキストで独学し、本物の専門家のみならず専門家「もどき」のような人物にも教わり、多様なネイティヴスピーカーと親しくして言葉や文化を学んだ。そして、インドを植民地として有し、イランや中東からも多様な人々を引き寄せた全盛期の大英帝国には、そのような方法論を可能にする環境が存在した。

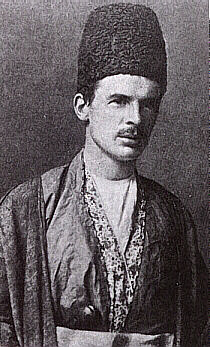
E. G. Browne

E. G. ブラウンは父の期待に応えて1887年に医師の資格を取得し、お祝いとしてペルシア旅行を許された。旅行は、1887年から翌1888年の1年間に及び、実り多いものとなった。E. G. ブラウンはケンブリッジに帰国後、旅行時に体験した出来事を、A Traveller's Narrative (1891) や A Year Among the Persians (1893) に書き記した。
1893年に著した『ペルシア人たちの間で過ごした一年』（原題： A Year Among the Persians ）において、ブラウンは、共感に富んだ筆致でペルシア社会を活写した。この著作は没後の1926年にも再版され、英語で書かれた紀行文学の古典となった。
また、『ペルシア文学史』は、全四分冊で、それぞれ刊行は、1902年、1906年、1920年、1924年と、22年がかりで出版された。本書も当該分野における古典的な権威であり続けている。
ペルシア語の講師となるためにイングランドに戻る。当時の大英帝国は、エジプトやスーダンの行政官僚と、レバノンの領事行政官僚を養成する必要があった。ブラウンにはそのような人材となり得る若者たちに、生きた東洋の言語を研究するグループをケンブリッジに作り上げることが期待されていた。1902年4月、ケンブリッジ大学のアラビア語講座の教授に選ばれた。
なお、ケンブリッジ大学のアラビア語講座の教授には、初代教授の名前をとって "Sir Thomas Adams Professor of Arabic" という名がついている。
私生活においては、フランシス・ヘンリー・ブラックバーン・ダニエル（法律家。チャールズ2世時代の歴史の研究も行った。）の娘と1906年に結婚し、2人の息子に恵まれた。
1926年にケンブリッジで亡くなった。ペルシア人たちもブラウンをこんにちまでよく記憶している。テヘランには彼の名を冠した通りがあり、立像もある。これらは1979年のイラン革命のあとにも残った。

## 著書

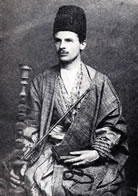
E. G. Browne

- Religious Systems of the World: A Contribution to the Study of Comparative Religion (1889)
- A Traveller's Narrative: Written to illustrate the episode of the Bab (1891)
- A Year Among the Persians (1893)
- A chapter from the history of Cannabis Indica (1897)
- A Literary History of Persia (1908)
- The Persian Revolution of 1905–1909 (1910)
- Arabian Medicine(1921)

## バビ教とバハイ教について
彼自身はバハイ教徒ではなく、むしろ東洋学者であった。ブラウンは、スーフィズムに関する資料を探しているときに、アルテュール・ド・ゴビノーが書いた一冊の本に出会い、これを読むことによってバビ教の諸運動への興味がかき立てられた。ブラウンは、アブドル・バハが書いた歴史書『旅人の話』（ A Traveller's Narrative ）に大規模な序文と注釈をつけて翻訳した。
また、「バブ」ことセイイェド・アリー・モハンマドの後継者問題についてバビ教徒らが議論を戦わせてきた歴史、正統観に魅了された。その中には、バハオラ派に関する議論も含まれる。バハオラ派から発展した後のバハイ教の信徒の著作においては、バブよりもバハオラの重要性が大きく強調される一方で、ミールザー・ヤフヤー（スブヒ・アザル）に対しては批判的である。E. G. ブラウンやド・ゴビノーは、スブヒ・アザルがバブの後継者になると考えていた。